# Souvanna Phouma
Il principe Souvanna Phouma, in lingua lao: ສຸວັນນະພູມາ, trascrivibile in Suvannàphumaa (Luang Prabang, 7 ottobre 1901 – Vientiane, 10 gennaio 1984), è stato un politico e patriota laotiano.
Membro della famiglia reale del Laos, ricoprì diverse volte la carica di primo ministro e fu a capo della fazione neutralista durante la lunga guerra civile che sconvolse il Paese. Dotato di grande carisma, fallì però nei suoi sforzi tesi a ottenere la riconciliazione nazionale durante il complesso conflitto, legato alla vicina guerra del Vietnam. Malgrado non fosse comunista, fu nominato consigliere del governo formatosi nel 1975, quando i ribelli comunisti del Pathet Lao fondarono la Repubblica Popolare Democratica del Laos.

## Biografia

### Durante il colonialismo francese
Souvanna Phouma era figlio di Bounkhong, l'ultimo viceré del Regno di Luang Prabang ed era uno dei nipoti del re Sisavang Vong. Il principe fece gli studi superiori a Hanoi e quelli universitari a Parigi e a Grenoble, dove conseguì la laurea in architettura e ingegneria. Tornato in patria nel 1931, entrò nella pubblica amministrazione dell'Indocina francese e sposò Aline Claire Allard, di padre francese e madre laotiana, da cui ebbe quattro figli.

### Lao Issara
Verso la fine della seconda guerra mondiale, insieme al fratello Phetsarath Rattanavongsa e al fratellastro Souphanouvong, Souvanna Phouma entrò a far parte del Lao Issara, un movimento nato per combattere l'occupazione francese, che nel 1945 riuscì a stabilire una repubblica provvisoria. Quando nel 1946 la Francia rioccupò il Paese e fu nuovamente istituito il Regno del Laos, Souvanna ed i leader del Lao Issara dovettero rifugiarsi in Thailandia e formarono un governo in esilio a Bangkok. Ritornò in patria nel 1949, quando fu concesso il perdono ai membri del Lao Issara e quando il Paese ottenne una certa autonomia nell'ambito dell'Unione francese.

### Indipendenza del Laos
Nel 1951 Souvanna Phouma si presentò alle elezioni; il suo partito ebbe successo e diventò primo ministro. Una delle priorità fu quella di negoziare con la Francia la totale indipendenza del Laos, che arrivò nel 1954 con la Conferenza di Ginevra, dopo la sconfitta dei francesi da parte degli indipendentisti nord-vietnamiti Viet Minh nella guerra d'Indocina. Nell'autunno dello stesso anno lasciò l'incarico di primo ministro ma entrò nel nuovo governo con l'incarico di vice-primo ministro e ministro della Difesa, fronteggiando l'inizio della guerra civile in Laos.

### Guerra civile laotiana
Nel 1956 Souvanna Phouma fu nuovamente nominato primo ministro e cercò un accordo con il movimento comunista Pathet Lao, guidato dal fratellastro principe Souphanouvong, in seguito al quale nell'agosto del 1956 si formò un "governo di unità nazionale". Nelle elezioni del 1958, il Pathet Lao conquistò 13 dei 21 seggi in palio. Souphanouvong entrò al governo come ministro dell'Economia e anche un altro leader del Pathet Lao, Phoumi Vongvichit, ottenne un incarico di ministro.
Ciò fu considerato negativo dagli USA, che bloccarono gli aiuti al Laos. Nel giugno del 1958, Souvanna fu costretto a dimettersi per le pressioni della destra laotiana; il re accettò le dimissioni e trasferì il potere ad un governo provvisorio capeggiato dal principe di Champasak Boun Oum, che governava col sostegno del leader ufficiale della destra, il generale Phoui Sananikone. Lasciato il governo, Souvanna ebbe l'incarico di ambasciatore in Francia fino all'estate 1960.
Nel 1959, in seguito alla morte del re Sisavang Vong e all'ascesa al trono del figlio Savang Vatthana, si scatenò un conflitto tra la destra e la fazione neutralista e dopo qualche mese Souvanna Phouma ritornò in patria a seguito della temporanea conquista del potere da parte di una fazione militare illusa di poter porre fine alla guerra tramite un accordo con Souphanouvong e il Pathet Lao.
Nell'agosto 1960, il capitano Kong Le, già efficiente e tenace comandante di una recente e faticosa campagna contro le forze comuniste ma confluito nella fazione neutralista, effettuò un colpo di stato e a Souvanna Phouma venne affidato ancora l'incarico di primo ministro, ma nel mese di dicembre dello stesso anno le forze di destra riconquistarono il potere e venne sostituito a capo del governo da Boun Oum. Souvanna Phouma fuggì dalla capitale Vientiane e creò un governo neutralista alternativo nella località di Khang Khai, alleandosi con il Pathet Lao.
Nel 1961 il presidente statunitense John Fitzgerald Kennedy e il leader sovietico Nikita Kruscev si accordarono per l'attuazione degli accordi della Conferenza di Ginevra sulla neutralità del Laos e la fine della guerra civile. In seguito a ciò e alle difficoltà incontrate dall'Esercito Reale, gli USA invitarono il governo reale del Laos a lasciare il posto ad un governo di pacificazione nazionale. Nel giugno del 1962 si ebbe così il "governo dei tre principi": Souvanna Phouma divenne primo ministro, mentre Boun Oum e Souphanouvong ebbero entrambi l'incarico di vice-primo ministro. Questo governo di coalizione fra destre, comunisti e neutralisti fu instabile e si ebbero varie fasi di tensione e discussioni, che portarono il Pathet Lao ad abbandonare il governo.
Nell'aprile del 1964 vi fu un colpo di Stato delle destre contro Souvanna Phouma, che ritornò al potere dopo pochi giorni per le pressioni statunitensi e che sarebbe rimasto a capo del governo fino al 1975. Souvanna invitò il Pathet Lao ad una riconciliazione, ma i comunisti rifiutarono, si asserragliarono a nord nella Piana delle Giare e si riaccese la guerra civile. In particolare iniziarono i bombardamenti americani sul Laos, concentrati contro le roccaforti dei comunisti e per distruggere il sentiero di Ho Chi Minh, con il quale le truppe nordvietnamite e del Pathet Lao portavano i rinforzi alla guerriglia nel Vietnam del Sud.
Iniziò così la frase più drammatica della guerra civile, in cui il Paese fu devastato dalla più grande campagna di bombardamenti statunitense dai tempi della seconda guerra mondiale. Negli anni che seguirono, gli sforzi della diplomazia furono pressoché nulli e lungo la Catena Annamita si aprirono numerosi fronti di guerra..

### Presa del potere da parte dei comunisti e morte
Con il progressivo avanzamento comunista, gli statunitensi nel 1972 concentrarono i loro sforzi bellici a difesa del Vietnam del Sud, e i bombardamenti aerei in Laos calarono per intensità. Nel novembre di quell'anno, il governo di Souvanna Phouma ed i rappresentanti del Pathet Lao avviarono le trattative per un cessate il fuoco. Nel 1973 furono firmati gli accordi di Parigi, con i quali gli statunitensi interruppero definitivamente le operazioni in Laos, lasciando campo libero alle forze comuniste. Nel 1974 si formò un governo di coalizione con il Pathet Lao; Souvanna Phouma avrebbe voluto ritirarsi dalla vita politica ma Souphanouvong, rientrato dall'esilio, gli chiese di restare primo ministro. In questa fase, il governo fu egemoinizzato dai membri del Pathet Lao.
Nell'aprile del 1975 vi fu la caduta di Saigon nelle mani delle forze nordvietnamite ed il Pathet Lao si trovò ad essere l'incontrastato dominatore della scena politica laotiana. Il 2 dicembre venne deposto il re Savang Vatthana e fu proclamata la Repubblica Popolare Democratica del Laos. Souphanouvong fu nominato presidente del Paese e Souvanna Phouma rassegnò le dimissioni da primo ministro, sostituito da Kaysone Phomvihane, ma venne nominato consigliere del nuovo governo, incarico che ricoprì fino alla morte avvenuta nel 1984 . Come attestato per il servizio reso al Paese, gli furono tributati funerali di Stato.